# UDトラックス道東
UDトラックス道東株式会社（ユーディートラックスどうとう）は、UDトラックス（旧・日産ディーゼル工業）が製造する自動車全般と、三菱ロジスネクスト（以前は日産フォークリフト）が製造するフォークリフトを販売するボルボ・グループの企業。北海道帯広市に本社を置き、北海道東部を営業範囲とする。
地場資本が含まれていることや、三菱ロジスネクスト製フォークリフトを取り扱うことから、2009年1月1日に設立された日産ディーゼルトラックス（のちのUDトラックスジャパン）への統合は対象外であったが、2010年2月1日に日産ディーゼル工業がUDトラックスに商号およびブランド名を変更した際、「日産ディーゼル道東販売株式会社」から現社名に変更した。

## 沿革
- 1971年（昭和46年）8月14日 - 
  - 北海道内の日産販売会社各社の再編・統合に伴い、それまでの道東地域（帯広・釧路・北見運輸支局エリア）の日産ディーゼル系取扱販売会社であった旭川日産自動車帯広・釧路・北見支店大型事業部より日産ディーゼル系の営業権を譲受し、日産ディーゼル工業及び日産ディーゼル販売の共同出資により日産ディーゼル道東販売株式会社として設立。資本金は3,000万円。
  - 営業権譲渡元の旭川日産自動車より社屋・サービス工場を借用して、同社帯広支店跡に帯広本店、同釧路支店跡に釧路営業所、同北見支店跡に北見営業所を開設。
- 1972年（昭和47年）
  - 2月4日 - 旭川日産自動車より借用していた釧路営業所の社屋・サービス工場が自社所有となる。
  - 2月16日 - 旭川日産自動車より借用していた北見営業所の社屋・サービス工場が自社所有となる。
  - 8月30日 - 帯広本店、板金・塗装工場落成。
  - 11月1日 - 釧路営業所が釧路支店に昇格。
  - 11月1日 - 北見営業所が北見支店に昇格。
  - 11月2日 - 帯広本店工場、北海道陸運局指定工場として認可。
- 1973年（昭和48年）4月4日 - 資本金を1,500万円増資し、4,500万円とする。
- 1974年（昭和49年）10月3日 - 資本金を3,500万円増資し、8,000万円とする。
- 1975年（昭和50年）11月9日 - 帯広本店社屋を増築。
- 1976年（昭和51年）10月10日 - 釧路支店サービス工場新築落成。
- 1978年（昭和53年）10月20日 - 紋別営業所開設。
- 1979年（昭和54年）
  - 12月10日 - 中標津営業所開設。
  - 12月20日 - 網走営業所開設。
- 1980年（昭和55年）8月31日 - 北見支店社屋新築落成。
- 1989年（平成元年）11月6日 - 網走営業所社屋・サービス工場新築落成。
- 1990年（平成2年）11月24日 - 釧路支店社屋新築落成。
- 1992年（平成4年）8月18日 - 中標津営業所社屋・サービス工場新築落成。
- 1997年（平成9年）10月1日 - 網走営業所、支店に昇格。
- 2003年（平成15年）11月13日 - 帯広支店完了検査場落成。
- 2004年（平成16年）- 網走支店を北見支店に統合。
- 2008年（平成20年）8月31日 - 北見支店サービス工場新築落成。
- 2010年（平成22年）2月1日 - UDトラックス道東株式会社に商号変更。

## 支店・営業所
- 支店・営業所を参照。